# Robert Saint-Jean
Robert Saint-Jean, né le 15 janvier 1933 à Joyeuse (Ardèche) et mort le 29 mai 1992 à Montpellier,,, est un historien et archéologue médiéviste français.

## Études
Après des études au collège d'Aubenas puis au lycée de Nîmes, bachelier en 1951 il commence son cursus universitaire au sein de la Faculté des lettres de Montpellier.

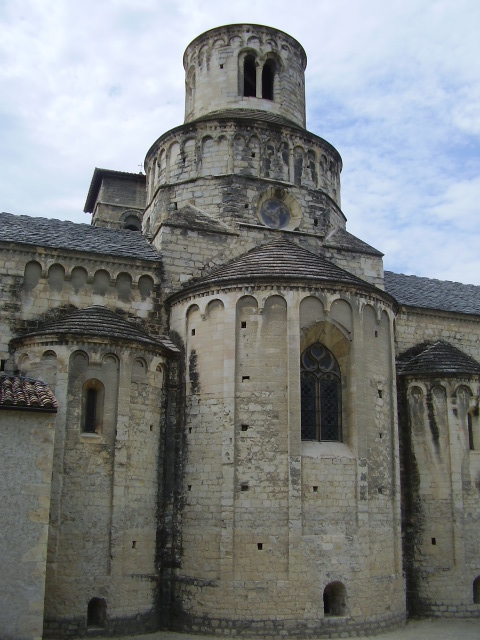
Chevet de l'abbaye de Cruas

Agrégé en 1958, il est nommé au lycée Jean-Baptiste-Dumas d'Alès, puis au lycée de Montpellier. Chargé de cours à la Faculté des Lettres en 1961. Assistant d'Histoire et d'Histoire de l'Art puis maître-assistant en 1968. Maître de conférences en 1985, il eut en charge, pendant près de trente ans, l'enseignement de l'Histoire de l'Art médiéval.

## Travaux

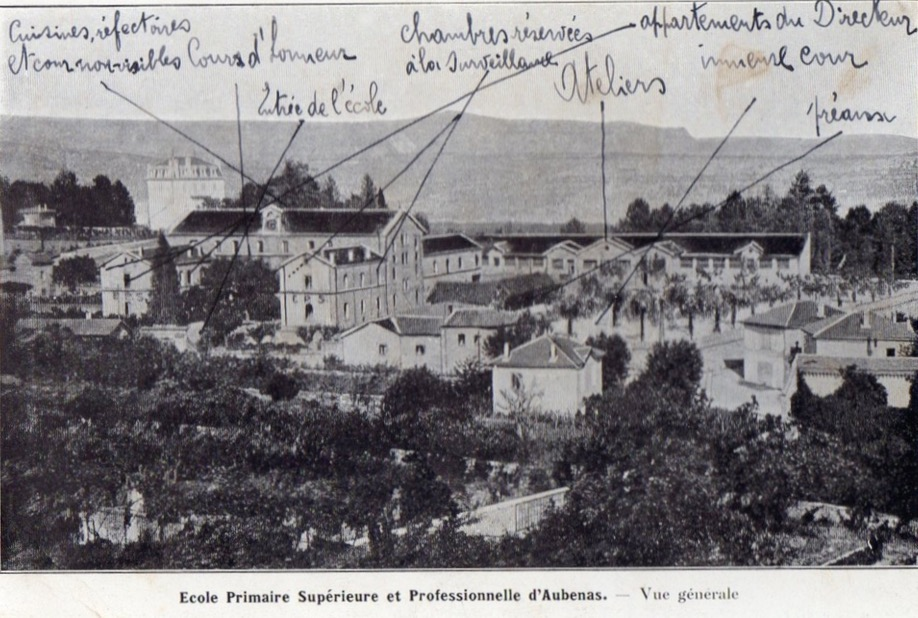
École Primaire supérieure et professionnelle d'Aubenas (Ardèche) surécrite

Outre son activité d'enseignant, Robert Saint-Jean était aussi un homme de terrain. Il fut particulièrement impliqué dans de grandes fouilles, d'abord à la Cathédrale Saint-Pierre-et-Saint-Paul de Villeneuve-lès-Maguelone et Saint-Guilhem-le-Désert, puis à l'Abbaye de Mazan et à l'Abbatiale Sainte-Marie de Cruas, sans négliger pour autant, les « petits trésors » du Languedoc et de son Vivarais natal.
Il collabora avec de nombreux scientifiques de la région languedocienne, en parlticulier ses maitres Marcel Durliat et André Dupont.
Il publia de nombreux articles dans Les cahiers de Cuxa et dans la Revue du Vivarais,

## Titres
- Conservateur des Antiquités et objets d'Art pour le département de l'Hérault en 1971.
- Membre de la Commission Diocésaine d'Art Sacré[9] en 1973.

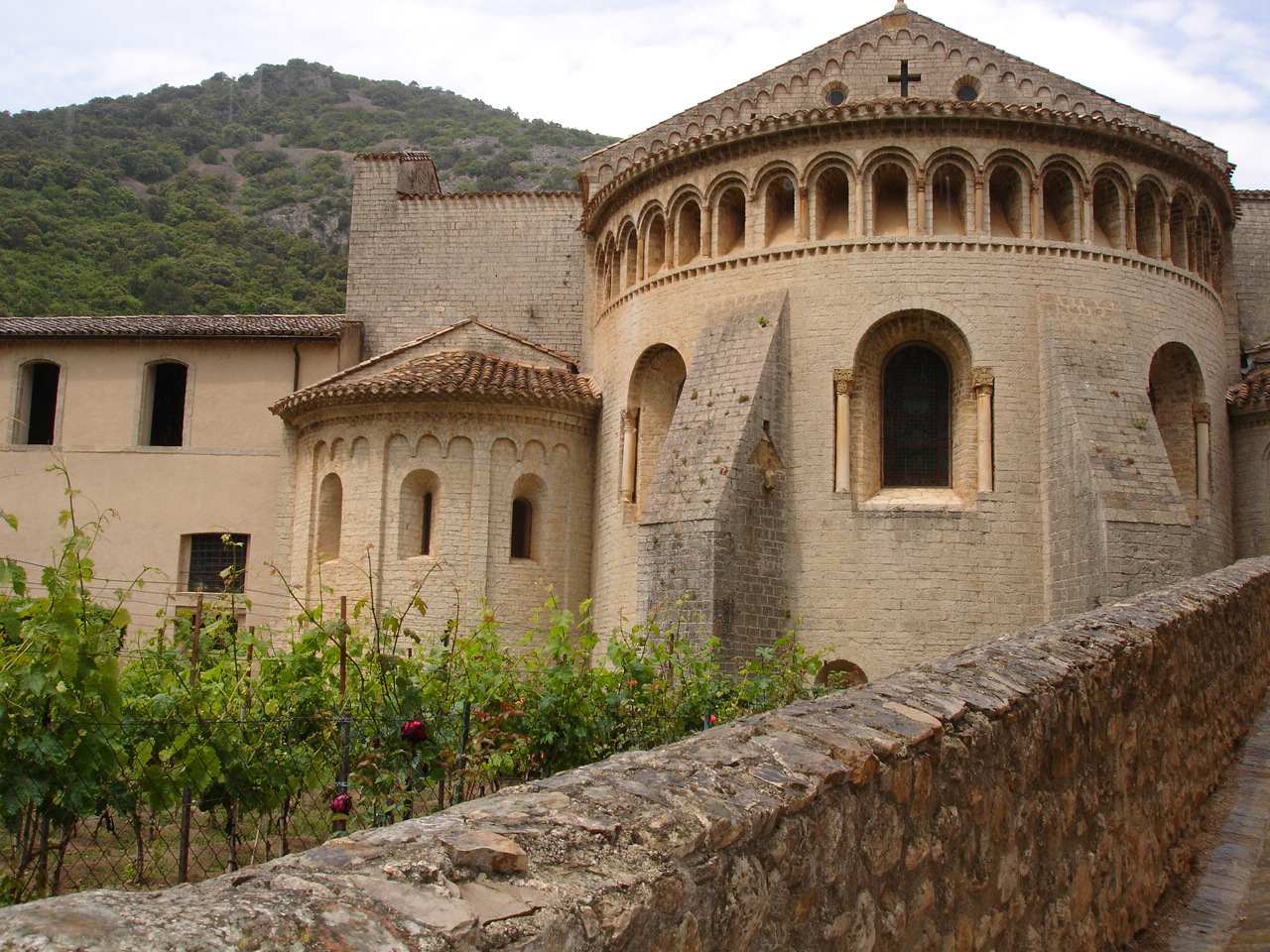
Saint-Guilhem-le-Désert.

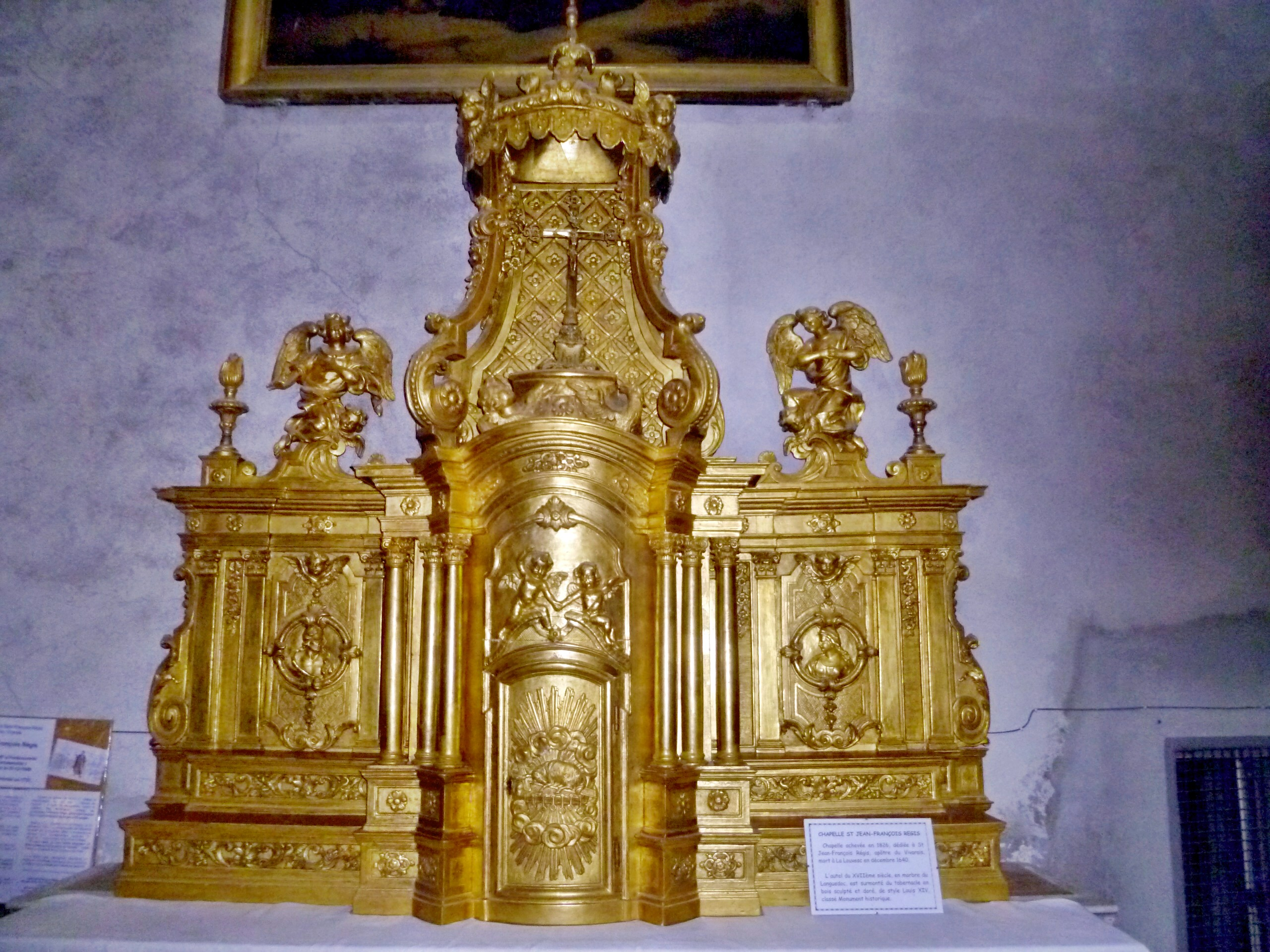
Joyeuse (Ardèche).

## Hommages
- Jean Nougaret et Daniel Le Blévec, Études héraultaises, 1993[10].
- « Hommage à Robert Saint-Jean », Art et histoire dans le Midi languedocien et rhodanien (Xe – XIXe siècle). Mémoires de la société Archéologique de Montpellier, Montpellier, Imprimerie Déhan, 1993, 422 p.  (ISBN 2 902828 15 2)[11].
- 30 septembre 2017. Hommage de l'Académie des Arts et Sciences de l'Ardèche à Joyeuse[12].

## Publications
(juin 2022).
- Les origines du consulat en Vivarais méridional au Moyen Âge, Annales du Midi, no 74, 1965, pages 363 à 373[13]
- En marge de l'inventaire monumental de la France : que sont devenus les dessins du comte de Montravel ? Revue du Vivarais, 1966, p. 15-27.
- Une œuvre d'art oubliée : l'ancien autel de l'église de Joyeuse, Revue du Vivarais, 1966, p. 177-184.
- L'abbaye cistercienne de Mazan (Ardèche) et ses filles provençales, Sénanque et le Thoronet. Provence historique, XVIII, fasc.71, 1968, no 1, p. 77-100.
- Une résurrection les ruines de l'abbaye de Mazan. Revue du Vivarais, 1968, p. 145-155.
- (En coll. avec J. Peyron). Un plafond peint de style Mudéjar découvert à Montpellier. Actes du 42e congrès de la Fédération Historique du Languedoc Méditerranéen et du Roussillon (Perpignan, 1969), Montpellier, F.H.L.M.R., 1970, p. 145-158.
- Notre-Dame de Colombiers à Montbrun. Ibidem, p. 95-103.
- Champagne sur Rhône. Saint-Léger-Vauban, Zodiaque, coll. La Carte du Ciel, no 24, 1970.8.
- (En coll. avec A. Robert et M. André). Etapes de la ruine de l'abbaye de Mazan. Revue du Vivarais, 1971, p. 1-6.
- (En coll. avec Gérard Alzieu). Saint-Guilhem le Désert. Saint-Léger-Vauban, Zodiaque, 1973, 64 p.
- Un monument préroman: la crypte de Saint-Guilhem-le-Désert. Hommage à André Dupont. Études médiévales languedociennes. Montpellier, Fédération Historique du Languedoc Méditerranéen et du Roussillon, 1974, p. 267-289.
- (En coll. avec J. Lugand et J. Nougaret). Languedoc roman. Le Languedoc méditerranéen. Saint-Léger-Vauban, Zodiaque, coll. La Nuit des temps, no 43, 1975 (2e édit. 1985).
- Un prieuré de l'ancien diocèse de Lodève : Saint Michel de Grandmont. Ibidem, p. 137-151.
- La tribune monastique de Cruas. Cahiers de Saint-Michel de Cuxa, no 6, 1975, p. 153-166.
- (En coll, avec P. Peylhard et J.-P. Peylhard). Les fouilles de l'abbatiale de Cruas, premiers résultats. Revue du Vivarais, 1975, p. 135-158.
- Richesse et diversité de l'Hérault roman. Introduction au catalogue 'L'art roman dans l'Hérault. Montpellier, Secrétariat Régional de l'Inventaire Général, 1975. Multigr.
- Une abbaye de l'ancien diocèse de Lodève : Saint-Guilhem-le-Désert. Un diocèse languedocien, Lodève-Saint Fulcrand, 1000 ans d'histoire et d'archéologie. Millau, Maury, 1975, p. 114-135[14]..
- ''La tribune monastique de Cruas''. Les Cahiers de Saint Michel de Cuxa, no 6; 1975, p. 153-166[15].
- ''L'abbaye de Doue''. Congrès Archéologique de France, 1975. Velay. Paris, Société Française d'Archéologie, 1976, p. 523-546.
- ''Saint-Germain-Laprade''. Ibidem, p. 576-592.
- ''Saint-Étienne-Lardeyrol''. Ibidem, p. 593-606.
- ''Le cloître supérieur de Saint-Guilhem-le-Désert. Essai de restitution''. Cahiers de Saint-Michel de Cuxa, no 7, juin 1976, p. 45-60.
- ''Deux chantiers de fouilles médiévales en Vivarais : Cruas et le Monastier de Vagnas''. Archéologia, no 109, 1977, p. 32-39.
- ''Les ordres religieux. Petite histoire de l'Église diocésaine de Viviers''. Aubenas, 1977, p. 83-94
- Notices dans : ''Un itinéraire architectural dans Montpellier et sa région. Journées d'Études de la Société Française d'Archéologie. Montpellier, Centre Régional de Documentation Pédagogique''. 1980. Multigr. (p. 24-25 : Les collections de la Société Archéologique de Montpellier - p. 60-62 : Ancienne cathédrale de Maguelone - p. 63-65 : Abbaye Sainte-Marie de Valmagne - p. 68-689 : Loupian, église Saint-Hippolyte - p. 72-73 ; Saint-Guilhem-le-Désert - p. 74-75 : Saint-Martin de Londres).
- ''Le retable de l'Arbre de Jessé à Gravières (Ardèche). Le grand retable de Narbonne''. Actes du 1er colloque d'histoire de l'art méridional au Moyen Âge. Narbonne, Ville de Narbonne, 1990, p. 115-120.
- ''Saint-Guilhem-le-Désert. La sculpture du cloître de l'abbaye de Gellone''. Montpellier, Les Amis de Saint-Guilhem, 1990.
- ''Mesures médiévales en céramique découvertes à Montpellier''. Hommage à Jean Combes (1903-1989). Études languedociennes. Mémoires de la Société Archéologique de Montpellier, 2e s., t. XIX. 1991, p. 61-69.
- ''Trésors de la Bibliothèque de la Société Archéologique de Montpellier. Catalogue de l'exposition (Montpellier, Musée Languedocien, 1991-1992)''. Montpellier, Société Archéologique de Montpellier, 1991.
- ''Musée des moulages. Guide illustré''. Montpellier, M.C. Communication, 1991, p. 9-16, p. 91-103.
- ''Vivarais, Gévaudan romans''. Saint-Léger-Vauban, Éditions du Zodiaque, coll. La Nuit des Temps, no 75, 1991, p. 15-261 (ISBN 273690186X)
- ''Les vitraux de Sainte-Eulalie de Cruzy. Les vitraux de Narbonne''. Actes du 2e colloque d'histoire de l'art méridional au Moyen Âge. Narbonne, Ville de Narbonne, 1992, p. 67-72.
- ''Le prieuré Saint-Michel de Grandmont (Hérault). L'Ordre de Grandmont. Art et Histoire''. Actes des Journées d'Études de Montpellier,7 et 8 octobre 1989. Montpellier, Études sur l'Hérault / Carcassonne, Centre d'Archéologie Médiévale du Languedoc, 1992, p. 177-196.
- ''Un bas-relief roman : le Christ en gloire de Saint-Guilhem-le-Désert. De la création à la restauration''. Travaux d'histoire de l'Art offerts à Marcel Durliat pour son 75e anniversaire.